# بريت بليزارد
بريت بليزارد (بالإيطالية: Brett Blizzard)‏ مواليد 12 يونيو 1980 في تالاهاسي، هو لاعب كرة سلة إيطالي بدأ مسيرته الاحترافية في سنة 2003 ويحمل الرقم 11. يبلغ طوله 6 قدم 3 بوصة (1.9 م).

## فرق لعب لها
- بالاكانسترو كانتو
- بالاكانسترو ريجيانا
- فيرتوس بالاكانسترو بولونيا

## روابط خارجية
- بريت بليزارد على موقع كرة السلة الأوروبية.كوم (الإنجليزية)
- بريت بليزارد على موقع كلية كرة السلة في سبورتس رفرنس.كوم (الإنجليزية)
- بريت بليزارد على موقع ريلجم (الإنجليزية)
- بريت بليزارد على موقع بروبوليرز (الإنجليزية)
- بريت بليزارد على موقع سبورتس رفرنس (الإنجليزية)